# 557 Violetta
557 Violetta este un asteroid din centura principală, descoperit pe 26 ianuarie 1905, de Max Wolf.